# Parabola dell'assassino
La parabola dell'assassino è una parabola di Gesù riportata soltanto dal Vangelo di Tommaso.
(Vangelo di Tommaso, 98)

## Autenticità
Gli studiosi del Jesus Seminar considerano la parabola dell'assassino come un probabile detto autentico di Gesù. Hanno infatti notato paralleli con la parabola del re guerriero e con la parabola della torre incompiuta presenti nel Vangelo secondo Luca; un indizio a favore dell'autenticità della parabola è anche la «scandalosa natura dell'immagine». Secondo Robert Funk, «attribuire a Gesù una parabola non attestata nei vangeli canonici e nota solo da pochi anni è stato un atto di coraggio che ha richiesto una decisione attenta».
Questa decisione è stata accolta da alcune critiche di incoerenza, in quanto la parabola parallela del re guerriero in Luca non è stata incluse tra le parabole probabilmente autentiche.

## Interpretazione
Come le parabole del re guerriero e della torre incompiuta, presenti nel Vangelo secondo Luca, questa parabola sembra riguardare «la stima del costo di un atto o la capacità di portarlo a termine con successo». Secondo alcuni del membri del Jesus Seminar, «il racconto aveva originariamente a che fare col rovesciamento davidico, come nell'episodio di Davide e Golia: il piccoletto sovrasta il grosso prendendo le precauzioni che una persona prudente prenderebbe prima di incontrare il bullo del villaggio».